# B. Kothakota
B. Kothakota, ou  Beerangi Kottakota, est une ville du district d'Annamayya dans l'État d'Andhra Pradesh en Inde. 
Selon le recensement de l'Inde de 2011, la localité compte une population de 26 191 habitants.